# Mineral Point (Wisconsin)
Pour les articles homonymes, voir Mineral Point.
Mineral Point est une ville du comté d'Iowa au Wisconsin aux États-Unis.

## Histoire
Elle a été fondée en 1827 autour de mines de plomb et de zinc. 

## Jumelage
- Redruth (Royaume-Uni)[2]

## Personnalités liées
- Calvert Spensley (1846-1924), homme politique, y est mort ;
- Cadwallader Colden Washburn (1818-1882), major général de l'Union et homme politique, y a vécu.